# Europa Tower
Europa Tower (litevsky Europos bokštas) se nachází ve Vilniusu, hlavním městě Litvy. Budova má 33 nadzemních pater a se svou výškou 129 m  je to nejvyšší mrakodrap v Pobaltí. Europa Tower se, jako součást kancelářského a nákupního centra Europos aikste, tyčí mezi ostatními mrakodrapy v nově budované mrakodrapové čtvrti v městské části Šnipiškės. Stavba byla zahájena koncem roku 2002 a dokončena v dubnu 2004, otevřena byla 1. května 2004, v den vstupu Litvy do Evropské unie.

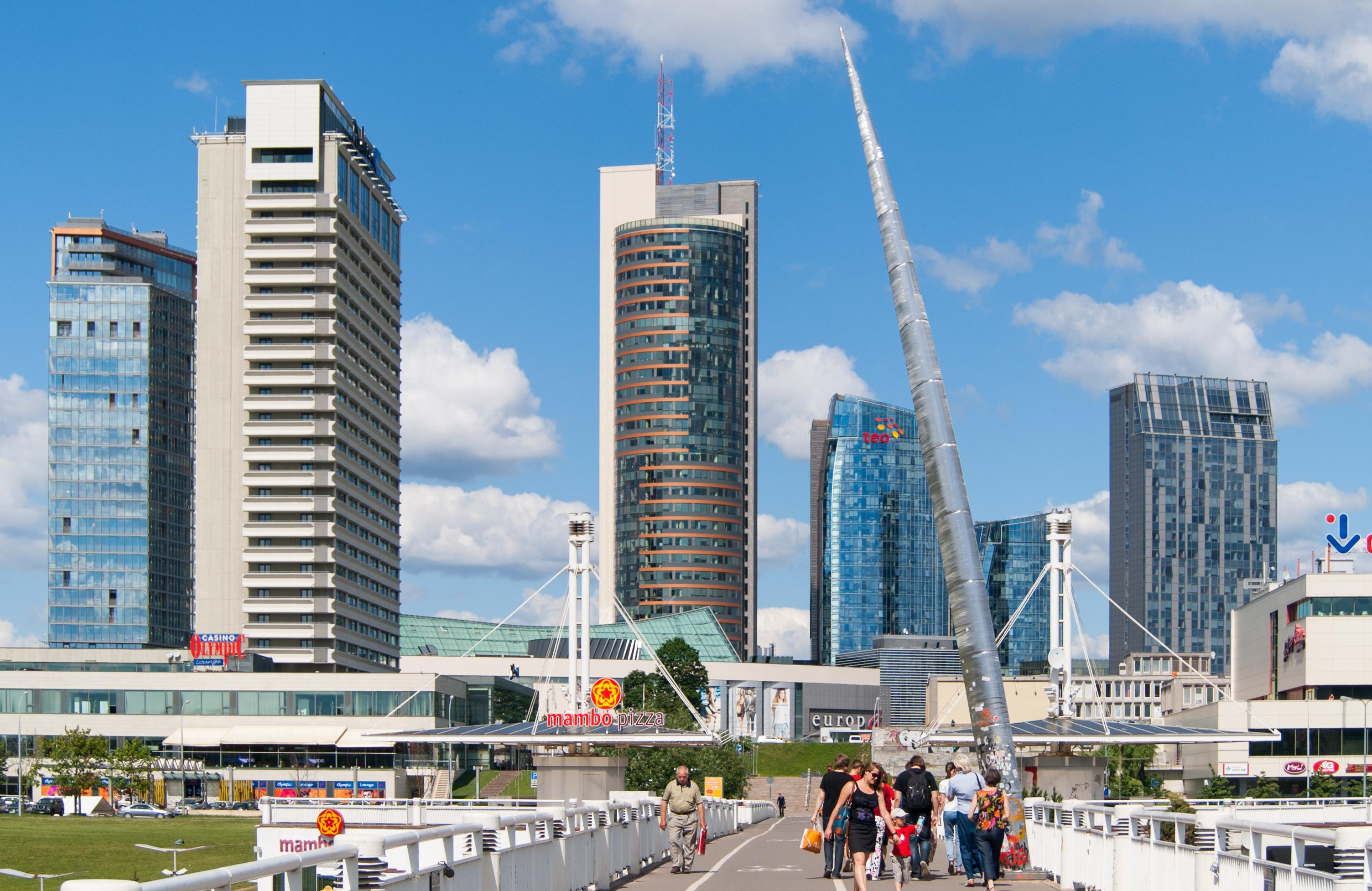
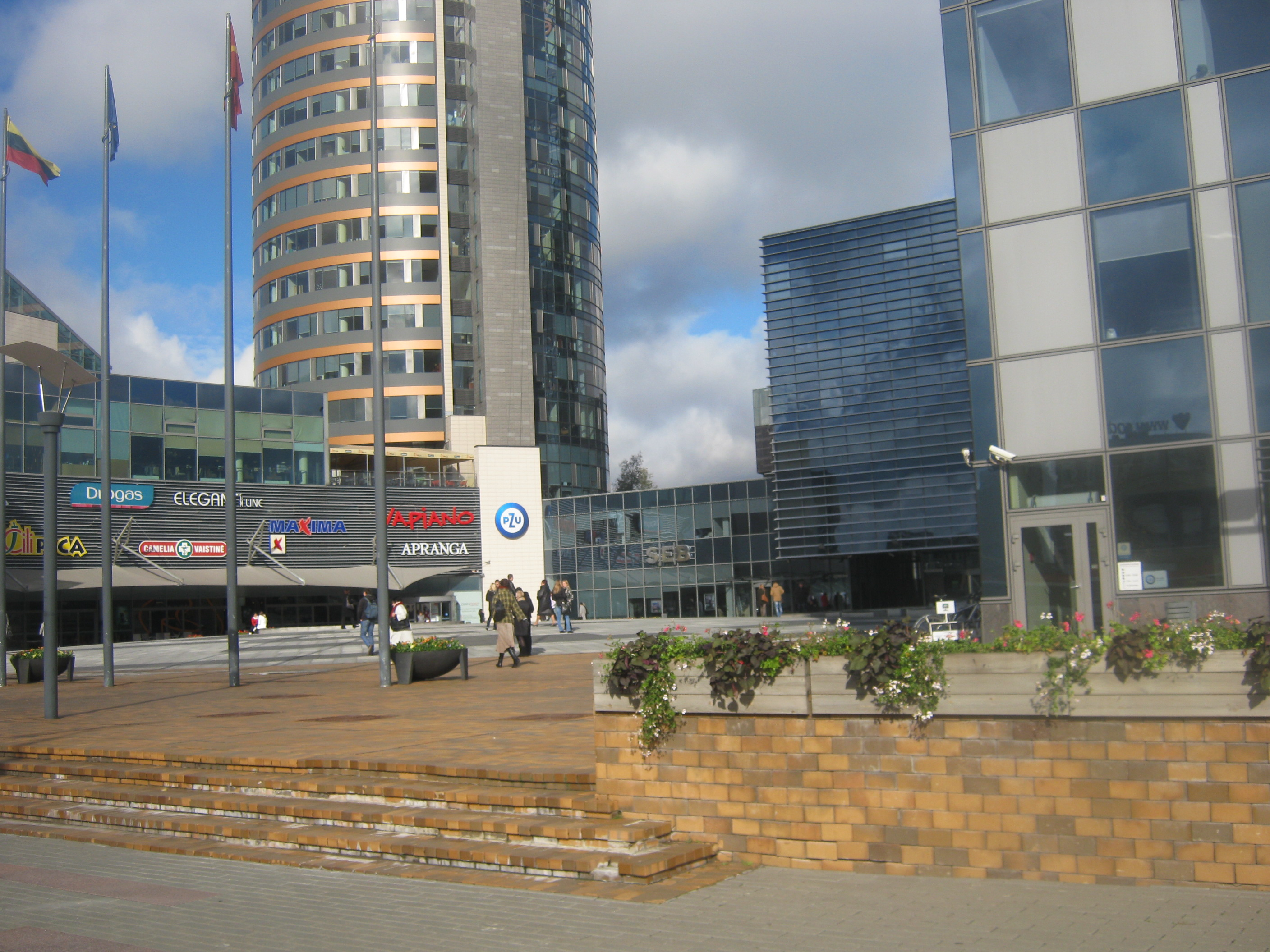